# Banchopsis ruficornis
Banchopsis ruficornis är en stekelart som först beskrevs av Cameron 1905.  Banchopsis ruficornis ingår i släktet Banchopsis och familjen brokparasitsteklar. Inga underarter finns listade.